# Live and Die On This Day
Live and Die On This Day je EP pražské hardcorové kapely Status Praesents. EP obsahuje 3 skladby a je to jediné EP/album nahrané s Jindrou Čípem. EP neobsahuje píseň Fakoff na Koff kterou kapela nahrála také s Jindrou ve spolupráci s kapelou Loco Loco.

## Seznam skladeb
| Pořadí         | Název          | Délka |
| -------------- | -------------- | ----- |
| 1.             | Back In 96     | 3:15  |
| 2.             | Carry On       | 3:36  |
| 3.             | On my way      | 3:21  |
| Celková délka: | Celková délka: | 10:17 |

## Obsazení

### Status Praesents
- Wojte – zpěv
- Tomáš Vlček – kytara, doprovodné vokály
- Jindra Číp – kytara, doprovodné vokály
- Maks – Baskytara
- Petr Brumlich – Bicí

### Ostatní
- Ecson Waldes – mix, mastering, produkce
- Bady – album art